# Calidris pusilla
El correlimos semipalmeado, Calidris pusilla, un ave limícola muy pequeña de la familia Scolopacidae. A veces es separada junto con otros correlimos pequeños en Erolia, pero aunque este grupo parece ser monofilético, el nombre genérico más antiguo de esta especie Ereunetes fue propuesto antes que Erolia. 

## Descripción
Alcanza los 12 cm de longitud .Los adultos tienen las piernas oscuras y un pico corto, algo grueso, recto y oscuro. El cuerpo es castaño grisáceo por arriba, y blanco por abajo. La cabeza y el cuello están teñidos de castaño grisáceo pálido. Esta ave puede ser difícil de distinguir de otras pequeñas limícolas similares, particularmente el correlimos de Alaska.

## Hábitat y distribución
Su hábitat reproductivo es la tundra del sur de Canadá y de Alaska cerca del agua. Los correlimos semipalmeados son migratorios de largas distancias, invernan en las costas de América del Sur, algunos invernan en las costas del sur de América del Norte y las Antillas. Migran en bandadas que pueden sumar cientos de miles, en especial en lugares favorables para la alimentación como la bahía de Fundy y la bahía de Delaware. Esta especie es errante rara pero regular en Europa occidental.

## Anidación
Anidan en el suelo. El macho hace varios raspados someros, y la hembra escoge uno y añade hierba y otros materiales para revestir el nido. La hembra pone 4 huevos. El macho la asiste incubando. Después de unos días de la eclosión la hembra deja las crías con el macho; las crías se alimentan solas. 

## Dieta
Estas aves se alimentan en los fangales sondeando al tacto con el pico o recogiendo el alimento a la vista. Comen principalmente insectos acuáticos y crustáceos

## Sitios importantes para la su conservación
Aunque son muy numerosos, estas aves son muy dependientes de unos pocos sitios claves que son los hábitats de parada durante su migración, notablemente la bahía de Shepody, que forma parte de la bahía de Fundy.

## Nombres comunes
En Cuba su nombre común es zarapico semipalmado, en República Dominicana es palyerito semipalmeado y en Puerto Rico es playero gracioso.